# Арпешел
Арпешел (рум. Arpășel) — село у повіті Біхор в Румунії. Входить до складу комуни Батер.
Село розташоване на відстані 425 км на північний захід від Бухареста, 39 км на південь від Ораді, 142 км на захід від Клуж-Напоки, 115 км на північ від Тімішоари.

## Населення
За даними перепису населення 2002 року у селі проживали 890 осіб.
Національний склад населення села:
| Національність | Кількість осіб | Відсоток |
| -------------- | -------------- | -------- |
| угорці         | 722            | 81,1%    |
| румуни         | 168            | 18,9%    |

Рідною мовою назвали:
| Мова      | Кількість осіб | Відсоток |
| --------- | -------------- | -------- |
| угорська  | 725            | 81,5%    |
| румунська | 165            | 18,5%    |